# Борисевич, Александра Иосифовна
Александра Иосифовна Борисевич (17 февраля 1923 — 25 июня 1991) — врач, профессор Ярославского государственного института (университета) (с 1994 года — имени П. Г. Демидова)

## Ранняя биография
Александра Иосифовна родилась в семье рабочего в Ленинграде, где окончила начальную школу. Родители были репрессированы в 1937 году. Воспитывалась в Саратовском детском доме, там же окончила среднюю школу. С 1941 по март 1946 года училась в Саратовском медицинском институте и закончила его по специальности «Лечебное дело».

## Работа в Саратовском медицинском институте
С 1 октября 1946 по [октябрь 1968 года] работала в родной альма-матер. С 1 октября 1946 года — ассистентом кафедры нормальной анатомии. Занималась изучением аппарата движения человека. Ею была установлена возрастная и индивидуальная изменчивость процессов развития пояса нижних конечностей.
Защитив диссертацию в Ленинградском медицинском институте им. И. П. Павлова, А. Борисевич 17 июня 1956 года получила диплом кандидата медицинских наук. Работала под руководством академика Д. И. Рохлина, занималась исследованием позвоночного столба человека и его возрастными изменениями. ПОдготовила докторскую диссертацию на тему: «Анатомические и рентгеноанатомически особенности позвоночного столба человека». Успешно защитив диссертацию, 31 мая 1968 года получила ученую степень доктора медицинских наук.

#### Преподавание в Ярославском государственном институте (1968—1991 годы)
С октября 1968 работала в Ярославском педагогическом институте. В октябре 1970 года стала профессором по кафедре анатомии и физиологии человека и животных. После того как из пединститута выделился современный Ярославский государственный университет им. П. Г. Демидова, Александра Борисевич перешла на постоянную работу в этот ВУЗ.
В ЯрГИ принята 1 сентября 1970 года профессором по курсам анатомии и антропологии. С 13 октября 1971 по 25 августа 1972 года работала деканом естественного факультета — одного из первых во вновь образовавшемся ВУЗе. После его ликвидации 15 марта 1977 года была избрана профессором кафедры зоологии. Читала курсы анатомии студентам биологического и психологического факультетов.
Вместе с О. Ю. Роменским и В. Г. Ковешниковым ею подготовлен «Словарь терминов и понятий по анатомии человека», изданный в 1990 году издательством «Высшая школа».